# Antonaria obscuripes
Antonaria obscuripes es una especie de coleóptero de la familia Megalopodidae.

## Distribución geográfica
Habita en la República Democrática del Congo.